# Augusto Salazar Bondy
Augusto César Salazar Bondy, (Lima, Peru, 8 de dezembro de 1925 - Lima, Peru, 6 de fevereiro de 1974), foi um educador, jornalista e filósofo peruano.

## Biografia
Augusto Salazar Bondy era o segundo filho de Augusto Salazar e de Maria Bondy, seu irmão mais velho,  Sebastian Salazar
Bondy, era escritor. Cursou o ensino fundamental e médio nos anos 30.
Em 1945 ingressou no curso de letras da Universidade Nacional Maior de São Marcos, ao mesmo tempo em que atuava como professor do Colegio San Andres.
Estudou filosofia e educação, tendo como mestres  Mariano Iberico, Luis Felipe Alarco, Carlos Cueto Fernandini, Francisco Miró Quesada Cantuarias e Walter Peñaloza.
En 1948, viajou para estudar no Colégio do México, onde participou no seminário de história do pensamento hispano-americano do filósofo espanhol José Gaos,  próximo da fenomenologia. Depois, estudou na Universidade Nacional Autónoma de México  com Leopoldo Zea.
Em 29 de dezembro de 1950, obteve o bachalerado em Humanidades com a tese "El saber, la naturaleza y Dios en el pensamiento de Hipólito Unanue".
No ano seguinte, viajou para a França para estudar na Escola Normal Superior de Paris, com Jean Wahl e Jean Hyppolite.
Na Sorbonne, assistiu o seminário de Gaston Bachelard, interessando-se pelas ideias de Heidegger, Sartre e Camus. Escreveu um artigo na Revista Letras, com o título " La epistemología de Gaston Bachelard". Em 1952, viajou pela Itália, Suécia, Noruega e Dinamarca, e assistiu a aulas na Universidade de Munique.
Em 13 de agosto de 1953, obteve o grau de Doutor em Filosofia, com a tese "Ensayo sobre la distinción entre el ser irreal y el ser real", começou sua carreira como catedrático principal interino em San Marcos, em Letras, foi professor de Ética; e em Educação, ensinou "Pedagogia da filosofia e das ciências sociais".
Propôs uma Filosofia da libertação em resposta ao imperialismo e à dominação cultural dos EUA.
Polemizou com o filósofo mexicano Leopoldo Zea sobre a existência de um filosofia autêntica da América Latina.
Fundou o Colégio Cooperativo Alejandro Deustua, da Federação de Empregados Bancários. Em 1956, participou na fundação do Movimiento Social Progresista, MSP, junto com seu irmão Sebastián e com  Santiago Agurto Calvo, secretário geral. Em 1960, começou a ensinar filosofia no Colégio Guadalupe e foi nomeado membro da comissão encarregada de elaborar o novo currículo da seção doutoral da Faculdade de Educação. Em 1970, o governo nacionalista do general Juan Velasco Alvarado o nomeou vice-presidente da Comissão da Reforma da Educação e presidente do Conselho Superior de Educação.

## Pensamento
Em obras como "¿Existe una filosofía en nuestra América?", Augusto Salazar Bondy sustentou sua tese de que o pensamento filosófico da América Latina carecia de originalidade, por possuir um caráter imitativo. A causa dessa  deficiência de originalidade do pensamento acadêmico residia, segundo Salazar, na dominação econômica e ideológica que sofria a região. Salazar Bondy propôs a constituição de uma filosofia da libertação que aprofundasse os estudos das causas da dependência e auxiliasse na verdadeira independência. Em sua obra "Para una filosofía del valor", combinou as metodologias da filosofia fenomenológica e a análise linguística e o estudo do valor, tanto moral como estético. Criticou o subjetivismo, e sua ideia de que a fonte das valorações é o sentimento subjetivo de quem realiza o juízo, mas não defendeu um objetivismo, segundo o  qual, a validade dos valores fundamenta-se em certas qualidades intrínsecas do objeto valorado. Salazar Bondy propôs uma alternativa transcendental, argumentando que o valor é condição de possibilidade da práxis humana.
O pensamento de Bondy é dividido em três fases,  uma etapa formativa, 1945 a 1961, uma etapa de maturidade, 1961 a 1968, e a fase da Filosofia da Libertação, de 1968 em diante. Em seus estudos na Universidade Nacional Mayor de San Marcos, foi influenciado por Walter Peñaloza, Carlos Cueto Fernandini, Mariano Ibérico e em especial por Francisco Miró Quesada Cantuarias; sua formação fenomenológica foi igualmente importante. A partir dos anos sessenta Augusto Salazar Bondy começa a se interesar-se pela filosofía analítica, referência o artigo "Tendencias contemporáneas de la filosofía moral británica", que  seria editado no livro "Para una filosofía del Valor".

## O debate entre Leopoldo Zea e Agusto Salazar Bondy
Essa questão foi proposta inicialmente no século  XIX,  pelo pensador  argentino  Juan  Bautista Alberdi (1810-1884). A  polêmica  sobre  a  existência de  uma  filosofia  latino-americana, de 1968-1969,  entre  o  filósofo  mexicano  Leopoldo  Zea  (1911-2004)  e  o  peruano  Augusto Salazar Bondy  (1925-1974),  nasceu com a publicação,  em 1968,  do  livro de Salazar  Bondy intitulado "¿Existe  una  filosofía  de  nuestra  América?".  O debate no fim dos anos 60 do século XX
retomava a questão proposta em meados do século XIX.
Os dois filósofos possuem conceitos diferentes sobre originalidade ou autenticidade de uma filosofia. Bondy pensa num sistema original, distinto dos anteriores, no ineditismo que foi impossibilitado pela dominação cultural e o imperialismo. Leopoldo Zea concebe a originalidade a partir das questões concretas vividas em cada contexto. Ele concorda que adaptar, assimilar, teorias é procedimento válido, quando consegue expressar inquietudes do homem e de seu tempo e convidar à ação transformadora.
O  imperialismo e a sua correlata dominação cultural impediram a constituição de um pensamento original e a América Latina ficou sem  uma filosofia original, afirma Bondy.
Leopoldo Zea tem como centro de suas reflexões, o homem americano e a  filosofia da história e da cultura e não um sistema metafísico seu objetivo é  resolver questões, um pensamento da práxis que fornece a diretriz sobre "o que fazer"

## Prêmios
- Prêmio Nacional "Alejandro Deustua", 1951
- Prêmio Nacional de Ensayo "Manuel González Prada", 1954
- Prêmio Nacional de Fomento a la Cultura "Alejandro Deustua", 1966

## Obras
- Entre Escila y Caribdis.
- Bartolomé o de la dominación
- La filosofía en el Perú. Panorama histórico, 1954.
- Ensayos escogidos de Manuel González Prada, 1956.
- Valor y estética, No. 3
- Filosofía marxista en Merleau-Ponty, No. 2
- Bases para un socialismo humanista peruano, reproduzido em Entre Escila y Carbdis
- Tendencias contemporáneas de la filosofía moral británica
- Introducción a la filosofía. Manual de filosofía Vol. II, 1961.
- Las tendencias filosóficas en el Perú. Cultura Peruana, 1962.
- Historia de las ideas en el Perú contemporáneo, 1965.
- ¿Qué es filosofía?, 1967.
- ¿Existe una filosofía en nuestra América? , 1968
- La cultura de la dominación, en Perú Problema, 1968
- Para una filosofía del valor, Santiago de Chile, 1971
- Filosofía y alienación ideológica, en José Matos Mar (Ed.), 1971.
- Filosofía de la dominación y filosofía de la liberación, en Stromata.
- La Educación del Hombre Nuevo. La reforma educativa peruana, 1975